# Alan Donnelly
Alan Donnelly, né le 16 juillet 1957 à Jarrow, est un homme politique britannique, ingénieur de formation, député européen pour le Parti travailliste Parlement européen de 1989 à 1999. Il est actuellement président exécutif de Sovereign Strategy, une entreprise d'affaires publiques fondée en 2000.

## Formule 1
Donnelly exerce la fonction de directeur des commissaires sportifs de la FIA depuis le début de la saison 2008. Le 16 juin 2009, la FOTA a signé une pétition adressée à la FIA exigeant la destitution de Donnelly qu'elle accusait de vouloir « créer une division entre les équipes de la FOTA » sur la question du plafonnement des budgets.